# Leichtathletik-Weltmeisterschaften 2011/Diskuswurf der Frauen

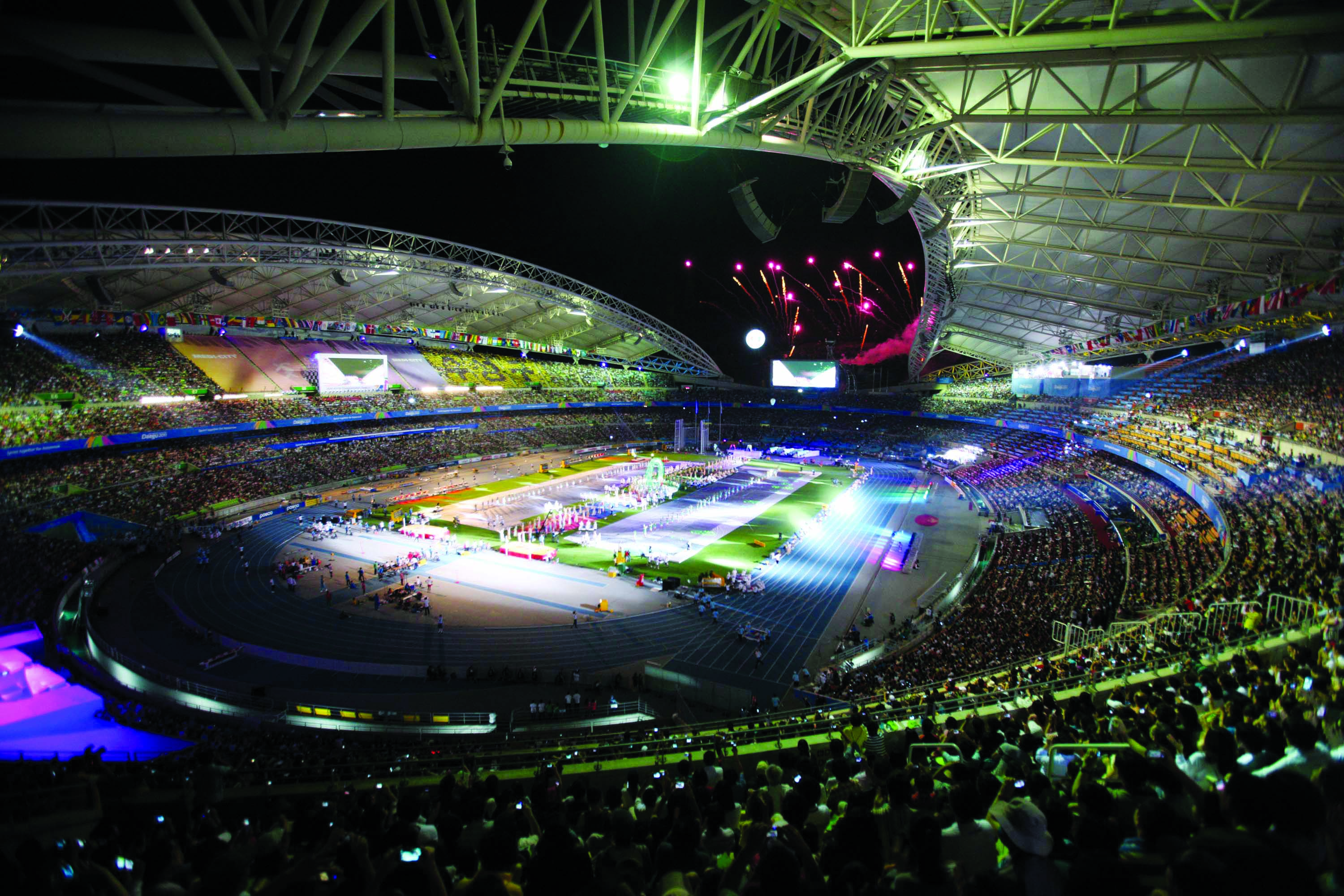
Das Daegu-Stadion im Jahr 2010

Der Diskuswurf der Frauen bei den Leichtathletik-Weltmeisterschaften 2011 wurde am 27. und 28. August 2011 im Daegu-Stadion der südkoreanischen Stadt Daegu ausgetragen.
Weltmeisterin wurde die Chinesin Li Yanfeng. Silber ging an die Deutsche Nadine Müller. Bronze errang die zweifache Vizeweltmeisterin (2007/2009), zweifache Karibikmeisterin (2008/2009) und Vizekaribikmeisterin von 2006 Yarelys Barrios aus Kuba.

## Bestehende Rekorde
| Weltrekord | 76,80 m | Gabriele Reinsch | Neubrandenburg, DDR (heute Deutschland) | 9. Juli 1988    |
| WM-Rekord  | 71,62 m | Martina Hellmann | WM 1987 in Helsinki, Finnland           | 31. August 1987 |

Der bereits seit 1987 bestehende WM-Rekord wurde auch bei diesen Weltmeisterschaften bei Weitem nicht erreicht. Der beste Wurf – Weltmeisterin Li Yanfeng im Finale mit 66,52 m – lag um 5,10 m unter dieser Marke.

## Doping
Die zunächst elftplatzierte Russin Darja Pischtschalnikowa wurde als Mehrfachtäterin nach einem positiven Dopingtest von den Olympischen Spielen 2012 im Jahr 2013 für zehn Jahre gesperrt. Eine erste Sperre hatte sie von Juli 2008 bis April 2011 hinnehmen müssen. Im Anschluss wurde unter anderem auch ihr Resultat von den Weltmeisterschaften hier in Daegu gestrichen.
Benachteiligt wurde eine Athletin, der ihre Finalteilnahme verwehrt blieb. Auf der Grundlage der erzielten Resultate war dies:

Aretha Thurmond, USA – Sie hatte sich als Zwölfte der beiden Qualifikationsgruppen eigentlich für das Finale qualifiziert.

## Legende
Kurze Übersicht zur Bedeutung der Symbolik – so üblicherweise auch in sonstigen Veröffentlichungen verwendet:
| – | verzichtet |
| x | ungültig   |

## Qualifikation
24 Teilnehmerinnen traten in zwei Gruppen zur Qualifikationsrunde an. Die Qualifikationsweite für den direkten Finaleinzug betrug 62,00 m. Fünf Athletinnen übertrafen diese Marke (hellblau unterlegt). Das Finalfeld wurde mit den sieben nächstplatzierten Sportlerinnen auf zwölf Werferinnen aufgefüllt (hellgrün unterlegt). So reichten für die Finalteilnahme schließlich 59,94 m.

### Gruppe A
27. August 2011, 10:05 Uhr
| Platz | Name                    | Nation              | Resultat (m) | 1. Versuch (m) | 2. Versuch (m) | 3. Versuch (m) | Anmerkung                 |
| 1     | Nadine Müller           | Deutschland         | 65,54        | 65,54          | –              | –              |                           |
| 2     | Yarelys Barrios         | Kuba                | 63,80        | 63,80          | –              | –              |                           |
| 3     | Tan Jian                | Volksrepublik China | 62,26        | 62,26          | –              | –              |                           |
| 4     | Zinaida Sendriūtė       | Litauen             | 61,72        | x              | 56,61          | 61,72          |                           |
| 5     | Dragana Tomašević       | Serbien             | 60,45        | 60,45          | x              | x              |                           |
| 6     | Dani Samuels            | Australien          | 60,05        | 59,77          | 60,05          | 59,98          |                           |
| 7     | Ma Xuejun               | Volksrepublik China | 59,71        | 55,80          | 59,34          | 59,71          |                           |
| 8     | Gia Lewis-Smallwood     | USA                 | 59,49        | x              | 56,91          | 59,49          |                           |
| 9     | Natalija Semenowa       | Ukraine             | 58,27        | 56,73          | 55,16          | 58,27          |                           |
| 10    | Andressa de Morais      | Brasilien           | 57,93        | x              | 44,41          | 57,93          |                           |
| 11    | Věra Cechlová           | Tschechien          | 53,87        | 53,87          | 51,52          | x              |                           |
| DOP   | Darja Pischtschalnikowa | Russland            | 59,94        | 54,11          | 59,94          | 59,53          | für das Finale zugelassen |

In Qualifikationsgruppe A ausgeschiedene Diskuswerferinnen:

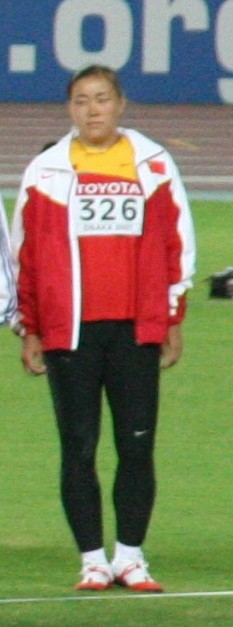
Ma Xuejun Rang sieben mit 59,71 m
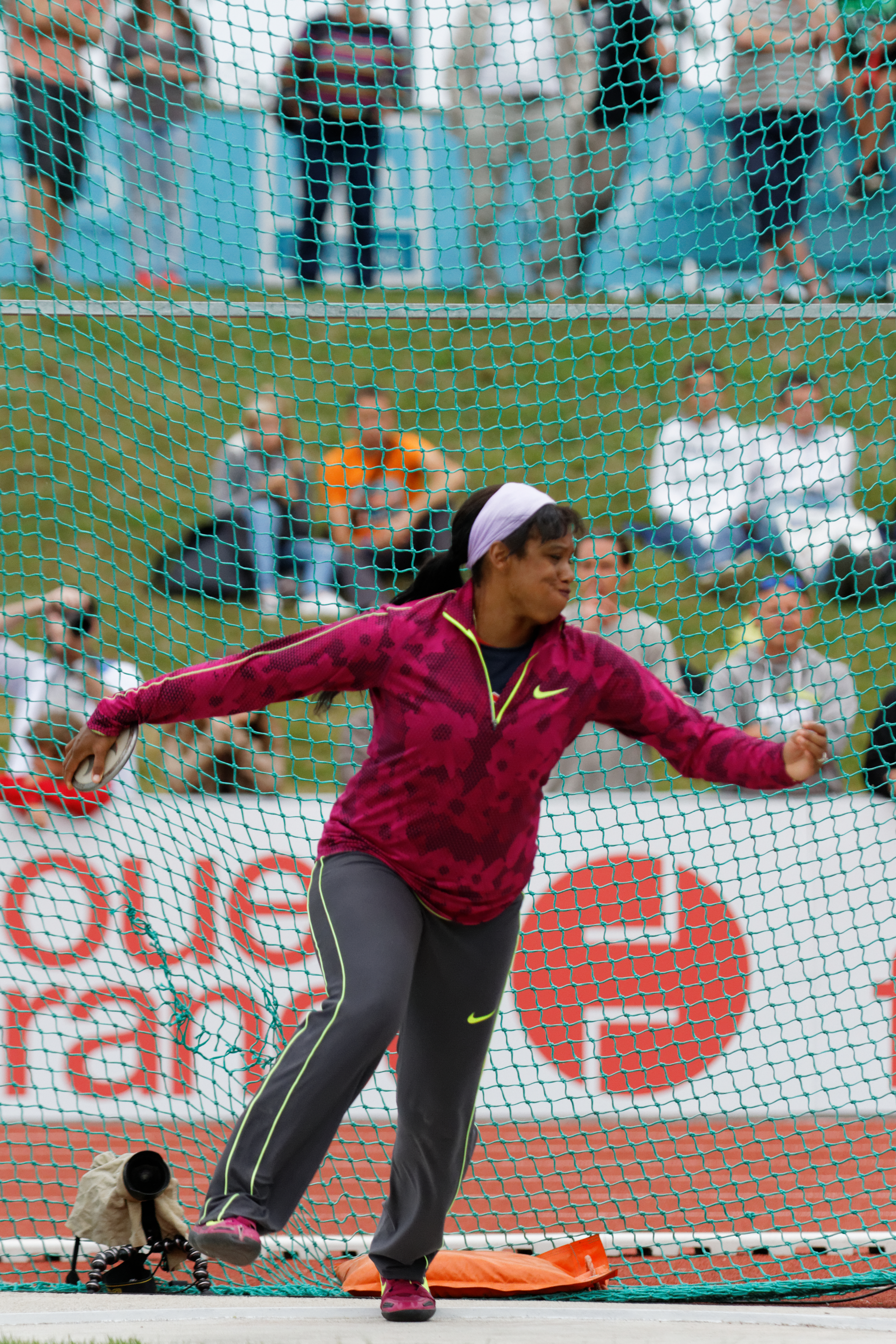
Gia Lewis-Smallwood Rang acht mit 59,49 m
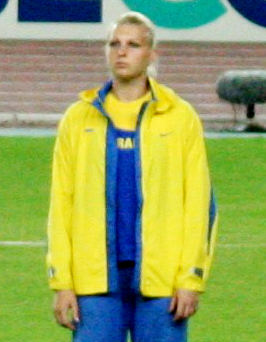
Natalija Semenowa Rang neun mit 58,27 m
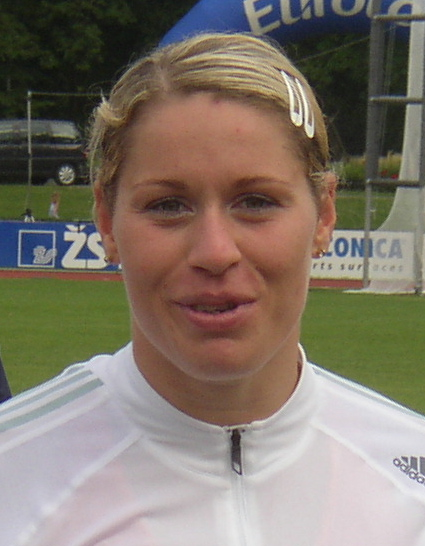
Věra Cechlová, 2004 Olympiadritte und 2005 WM-Dritte – Rang elf mit 53,87 m

### Gruppe B
27. August 2011, 11:25 Uhr
| Platz | Name                    | Nation              | Resultat (m) | 1. Versuch (m) | 2. Versuch (m) | 3. Versuch (m) | Anmerkung                              |
| 1     | Li Yanfeng              | Volksrepublik China | 64,44        | x              | 64,44          | –              |                                        |
| 2     | Żaneta Glanc            | Polen               | 63,44        | 59,48          | 63,44          | –              |                                        |
| 3     | Stephanie Brown Trafton | USA                 | 61,89        | 61,89          | x              | 59,87          |                                        |
| 4     | Denia Caballero         | Kuba                | 60,36        | x              | 52,93          | 60,36          |                                        |
| 5     | Nicoleta Grasu          | Rumänien            | 60,13        | 60,13          | 58,25          | 59,58          |                                        |
| 6     | Aretha Thurmond         | USA                 | 59,88        | 59,88          | x              | 59,48          | eigentlich für das Finale qualifiziert |
| 7     | Monique Jansen          | Niederlande         | 58,23        | 58,23          | 58,06          | 57,96          |                                        |
| 8     | Suzanne Kragbé Kazai    | Elfenbeinküste      | 57,55        | 57,55          | 55,75          | x              |                                        |
| 9     | Kateryna Karsak         | Ukraine             | 57,54        | 57,54          | x              | 57,29          |                                        |
| 10    | Harwant Kaur            | Indien              | 56,49        | 55,50          | 56,49          | 52,98          |                                        |
| 11    | Elisângela Adriano      | Brasilien           | 56,45        | 56,28          | 53,70          | 56,45          |                                        |
| 12    | Karen Gallardo          | Chile               | 53,69        | 51,32          | 52,33          | 53,69          |                                        |

In Qualifikationsgruppe B ausgeschiedene Diskuswerferinnen:

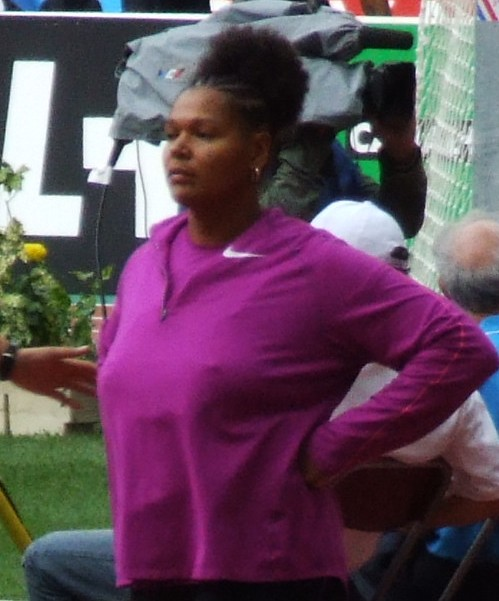
Aretha Thurmond konnte nicht am Finale teilnehmen, weil eine gedopte Werferin vor ihr lag
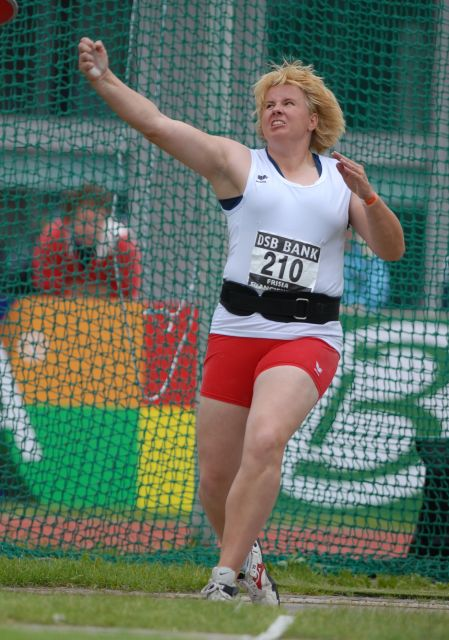
Monique Jansen Rang sieben mit 58,23 m
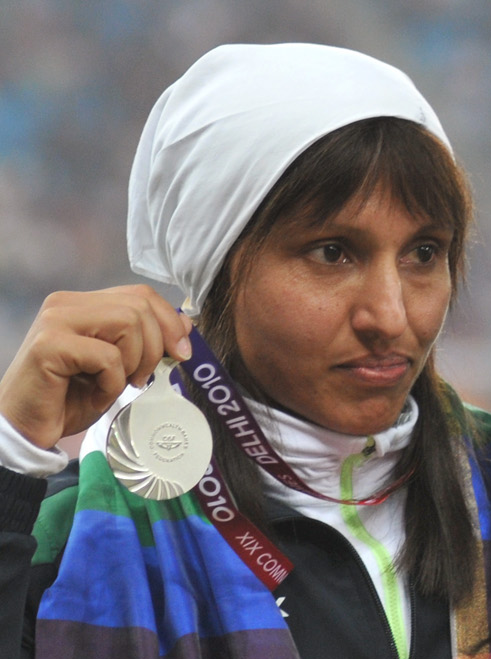
Harwant Kaur Rang zehn mit 56,49 m
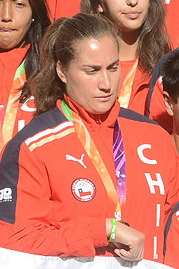
Karen Gallardo Rang zwölf mit 53,69 m

## Finale
28. August 2011, 19:15 Uhr
| Platz | Name                    | Nation              | Resultat (m) | 1. Versuch (m) | 2. Versuch (m) | 3. Versuch (m) | 4. Versuch (m)                              | 5. Versuch (m)                              | 6. Versuch (m)                              |
| 1     | Li Yanfeng              | Volksrepublik China | 66,52        | 65,28          | 66,52          | 65,50          | 64,32                                       | 64,34                                       | 63,83                                       |
| 2     | Nadine Müller           | Deutschland         | 65,97        | 65,06          | 65,97          | 64,08          | 62,55                                       | x                                           | x                                           |
| 3     | Yarelys Barrios         | Kuba                | 65,73        | x              | 61,87          | 65,73          | 63,93                                       | x                                           | 63,90                                       |
| 4     | Żaneta Glanc            | Polen               | 63,91        | 63,91          | 62,30          | 63,11          | 62,69                                       | 62,17                                       | 60,32                                       |
| 5     | Stephanie Brown Trafton | USA                 | 63,85        | 60,20          | 60,97          | 60,24          | 63,85                                       | 60,26                                       | x                                           |
| 6     | Tan Jian                | Volksrepublik China | 62,96        | 60,46          | 61,44          | 61,79          | 62,96                                       | x                                           | 61,12                                       |
| 7     | Dragana Tomašević       | Serbien             | 62,48        | 62,26          | 58,97          | 62,48          | x                                           | 59,03                                       | 58,63                                       |
| 8     | Nicoleta Grasu          | Rumänien            | 62,08        | 57,95          | 60,34          | 62,08          | 60,79                                       | 60,45                                       | 60,72                                       |
| 9     | Denia Caballero         | Kuba                | 60,73        | 60,73          | 60,46          | x              | nicht im Finale der besten acht Werferinnen | nicht im Finale der besten acht Werferinnen | nicht im Finale der besten acht Werferinnen |
| 10    | Dani Samuels            | Australien          | 59,14        | 58,08          | 59,14          | x              | nicht im Finale der besten acht Werferinnen | nicht im Finale der besten acht Werferinnen | nicht im Finale der besten acht Werferinnen |
| 11    | Zinaida Sendriūtė       | Litauen             | 57,30        | x              | 57,30          | 53,53          | nicht im Finale der besten acht Werferinnen | nicht im Finale der besten acht Werferinnen | nicht im Finale der besten acht Werferinnen |
| DOP   | Darja Pischtschalnikowa | Russland            | 58,10        | 56,89          | 58,10          | 57,61          | nicht im Finale der besten acht Werferinnen | nicht im Finale der besten acht Werferinnen | nicht im Finale der besten acht Werferinnen |

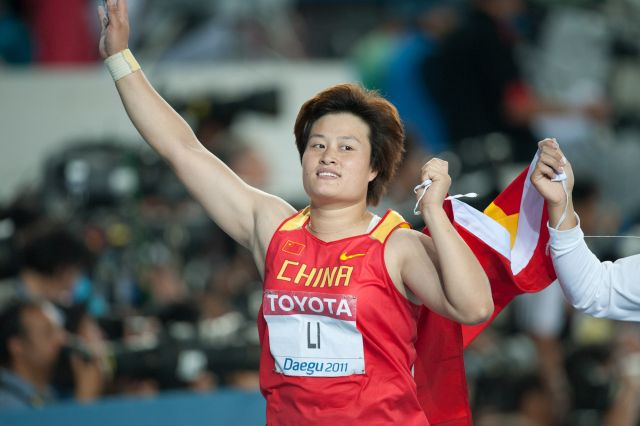
Weltmeisterin Li Yanfeng
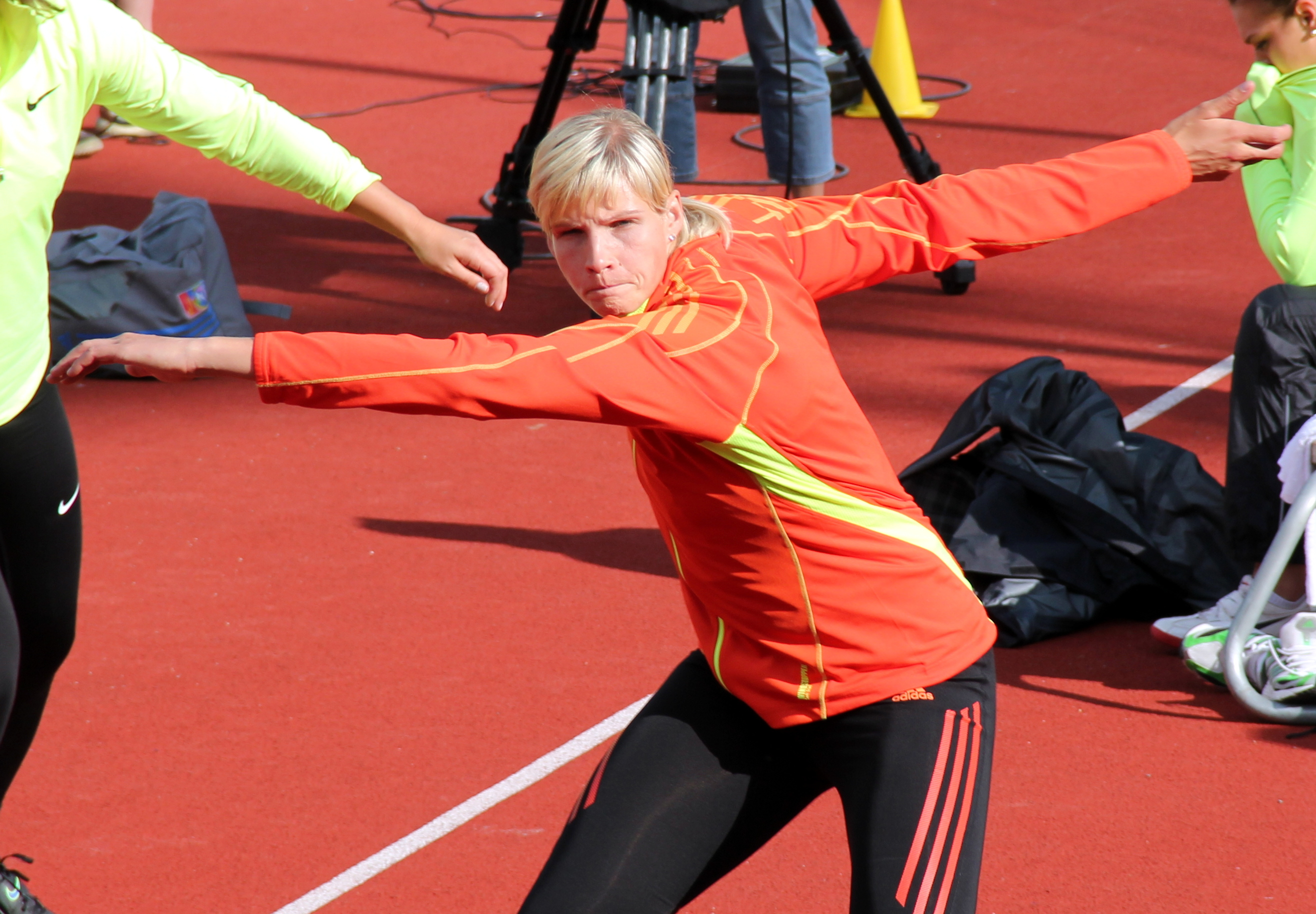
Vizeweltmeisterin Nadine Müller
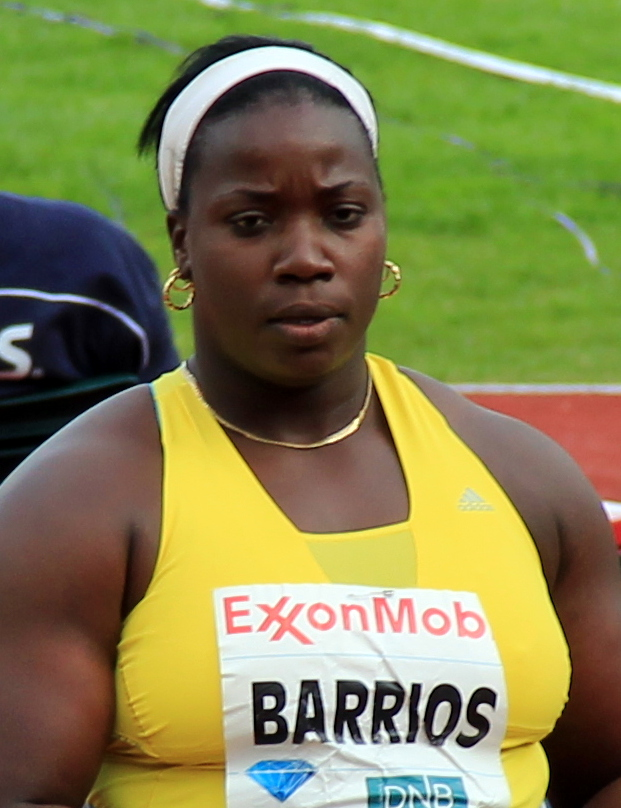
Bronze für die zweifache Vizeweltmeisterin (2007/2009) Yarelys Barrios
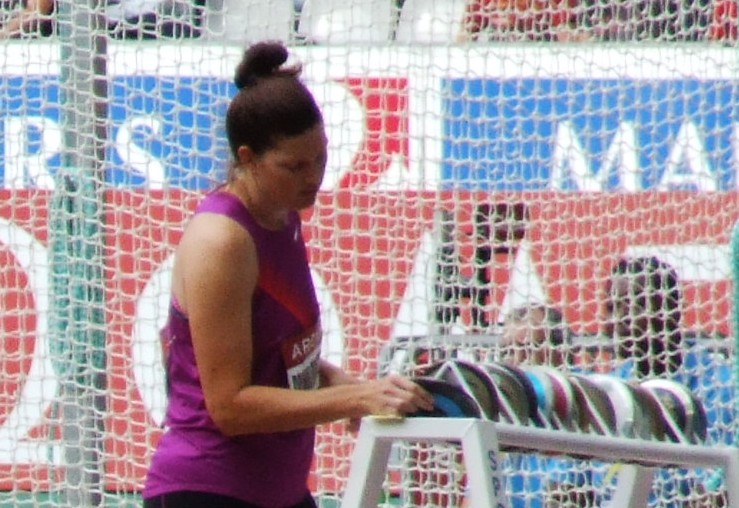
Stephanie Brown Trafton erreichte Platz vier
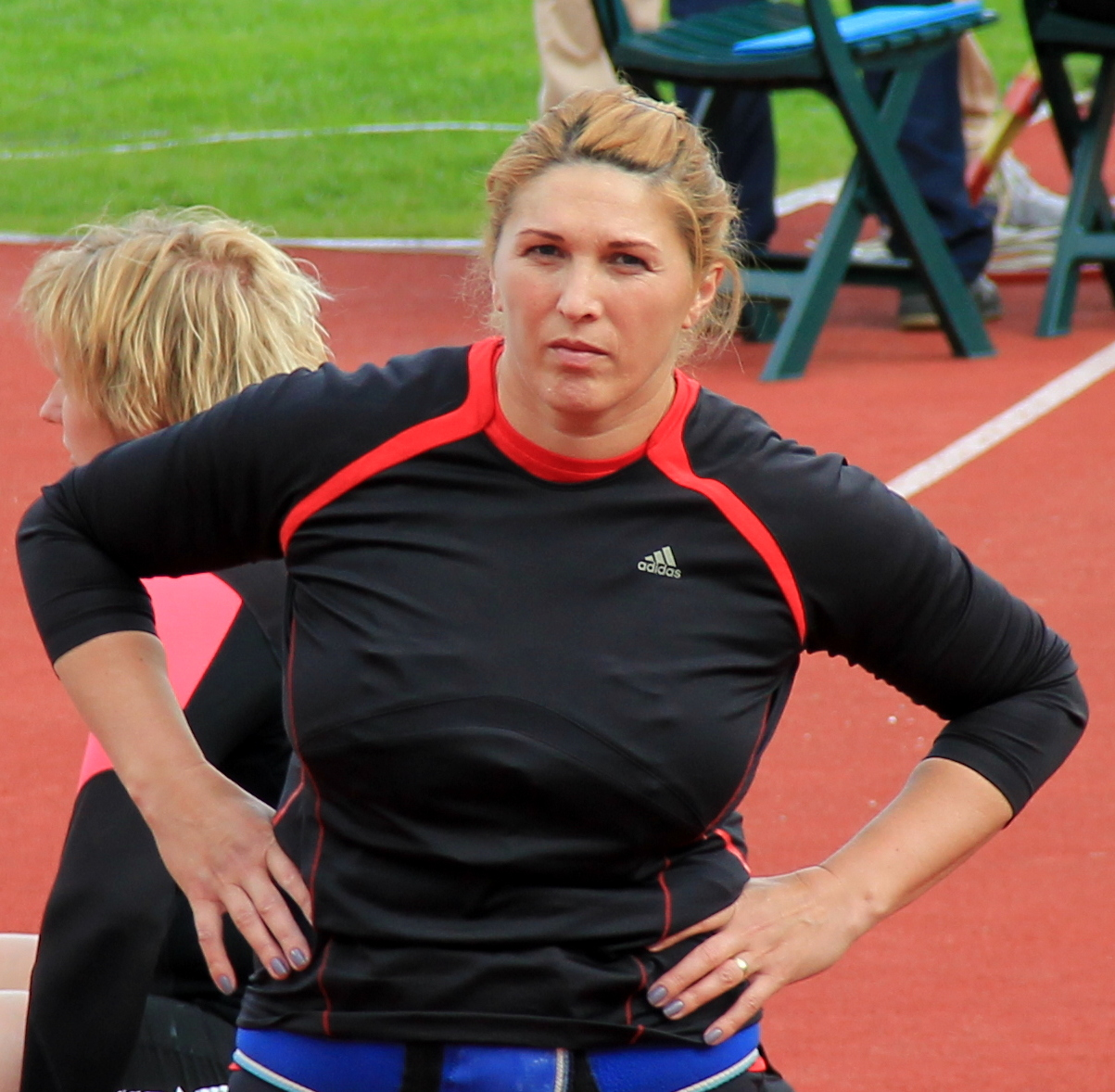
Nicoleta Grasu. 2001 Vizeweltmeisterin, dreifache WM-Dritte (1999/2007/2009), auch aktuelle Vizeeuropameisterin, kam auf den achten Platz
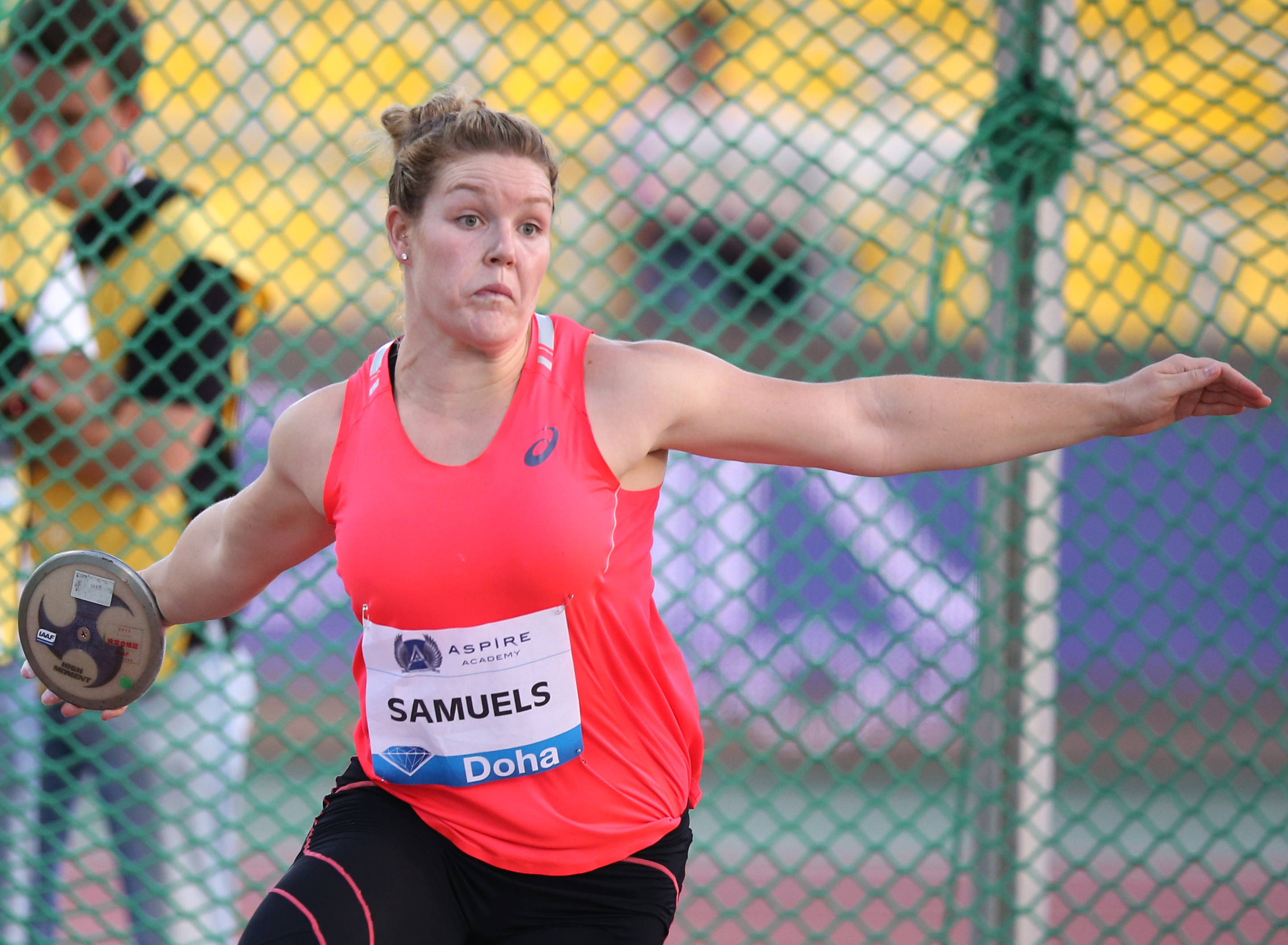
Die Titelverteidigerin Dani Samuels, spätere Dani Stevens, belegte Rang neun
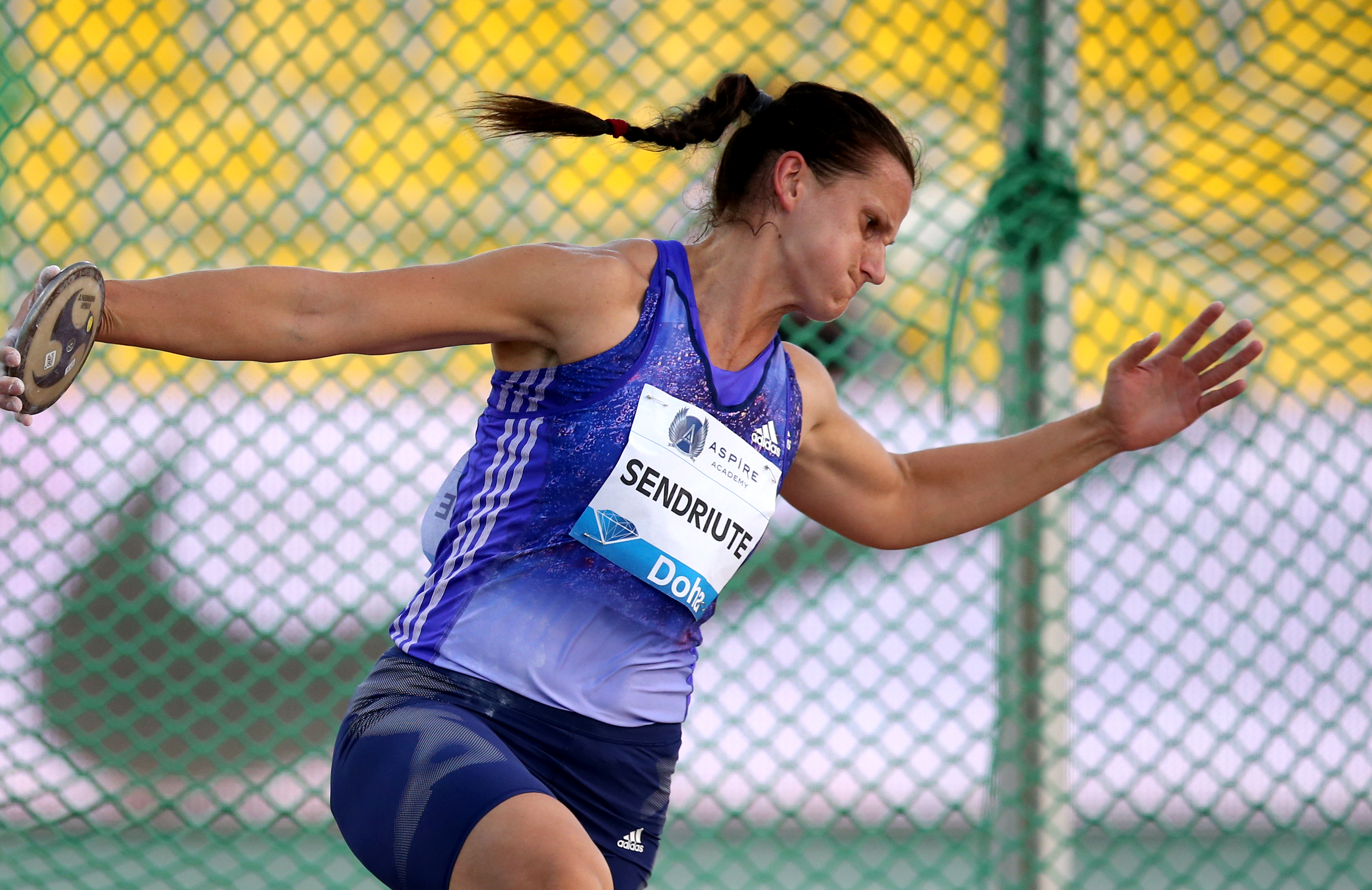
Die elftplatzierte Zinaida Sendriūtė
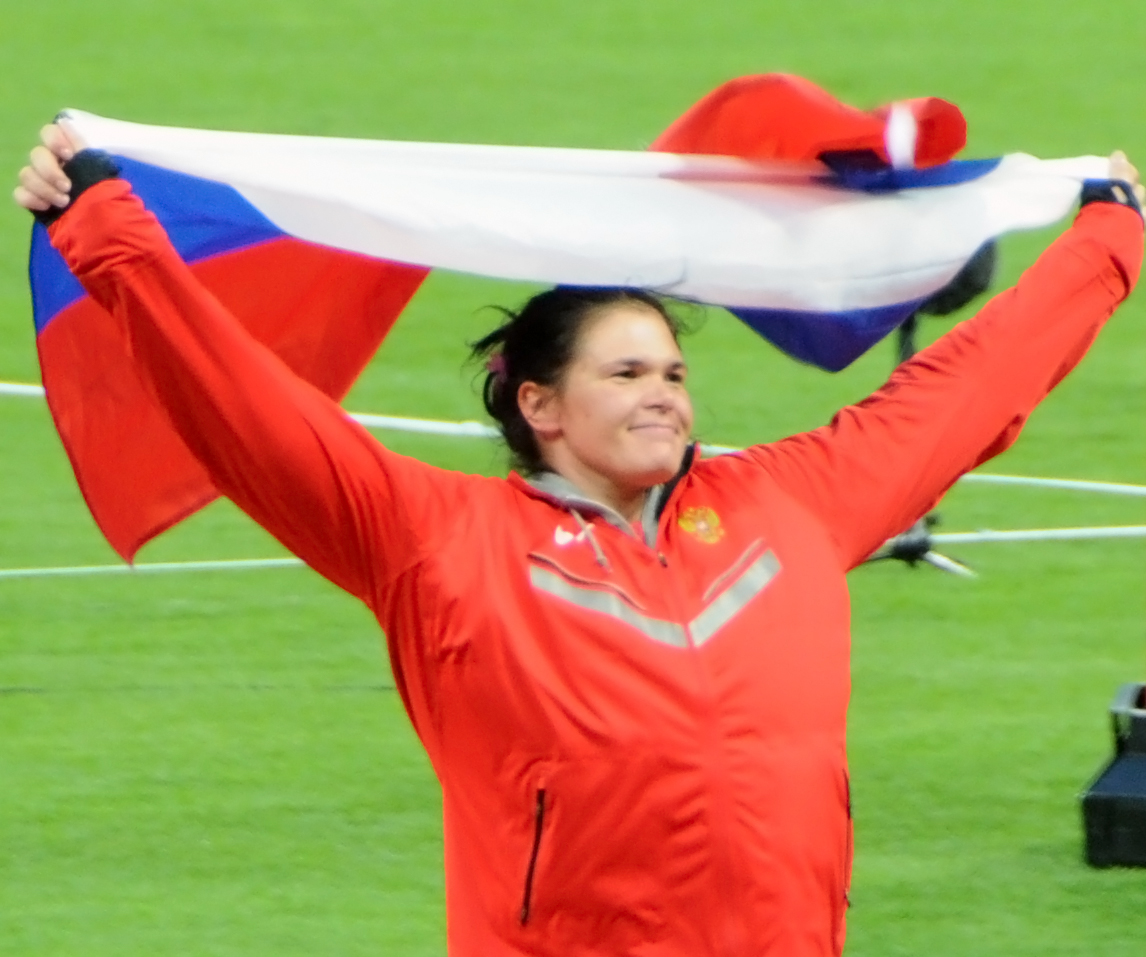
Der hier jubelnden Darja Pischtschalnikowa wurden später mehrere Dopingvergehen nachgewiesen

## Video
- Daegu 2011 Competition: Discus Throw Women Final, youtube.com, abgerufen am 12. Januar 2021